# Aglajidae
Aglajidae Pilsbry, 1895 (1847) è una famiglia di molluschi gasteropodi marini eterobranchi. Benché presentino un aspetto vistoso, simile ai nudibranchi, sono invece classificati nell'ordine Cephalaspidea.

## Tassonomia
La famiglia comprende i seguenti generi:
- Aglaia Renier, 1807
- Biuve Zamora-Silva & Malaquias, 2017
- Camachoaglaja Zamora-Silva & Malaquias, 2017
- Chelidonura A. Adams, 1850
- Mannesia Zamora-Silva & Malaquias, 2017
- Mariaglaja Zamora-Silva & Malaquias, 2017
- Melanochlamys Cheeseman, 1881
- Nakamigawaia Kuroda & Habe, 1961
- Navanax Pilsbry, 1895
- Niparaya Zamora-Silva & Malaquias, 2017
- Odontoglaja Rudman, 1978
- Philinopsis Pease, 1860
- Spinoaglaja Ortea, Moro & Espinosa, 2007
- Tubulophilinopsis Zamora-Silva & Malaquias, 2017